# Station Les Boullereaux-Champigny
Station Les Boullereaux-Champigny is een spoorwegstation aan de spoorlijn Paris-Est - Mulhouse. Het ligt in de Franse gemeente Champigny-sur-Marne in het departement Val-de-Marne (Île-de-France).

## Geschiedenis
Het station werd op 13 januari 1974 geopend door de SNCF vanwege de elektrificatie van de sectie Noisy-le-Sec - Tournan. Sinds 30 augustus 1999 wordt het station aangedaan door de RER E. In de aanloop daarvan zijn de perrons verhoogd van 55 cm naar 92 cm.

## Ligging
Het station ligt op kilometerpunt 18,473 van de spoorlijn Paris-Est - Mulhouse.

## Diensten
Het station wordt aangedaan door treinen van de RER E tussen Haussmann Saint-Lazare en Villiers-sur-Marne - Le Plessis-Trévise.

## Vorig en volgend station
| Richting               | Vorig station     | Lijn  | Volgend station                         | Richting                                |
| ---------------------- | ----------------- | ----- | --------------------------------------- | --------------------------------------- |
| Haussmann Saint-Lazare | Nogent-Le Perreux | RER E | Villiers-sur-Marne - Le Plessis-Trévise | Villiers-sur-Marne - Le Plessis-Trévise |